# Історичний фонд дорогоцінних металів і дорогоцінного каміння України
Історичний фонд дорогоцінних металів і дорогоцінного каміння України — частина Державного фонду дорогоцінних металів і дорогоцінного каміння України, що є зібранням дорогоцінного каміння, дорогоцінного каміння органогенного утворення та напівдорогоцінного каміння, ювелірних, побутових виробів, предметів релігійного культу, виготовлених із застосуванням дорогоцінних металів та дорогоцінного каміння (покриття з них), які мають історичну, музейну, наукову, художню або іншу культурну цінність, а також унікальні золоті та платинові самородки тощо.
Цінності Історичного фонду дорогоцінних металів і дорогоцінного каміння України неподільні, вони є надбанням народу України і можуть бути використані винятково з метою експозиції та наукового дослідження на підставі рішень Кабінету Міністрів України. Зарахування цінностей до Фонду здійснюється за рішенням Кабінету Міністрів України за поданням Міністерства фінансів України на підставі експертних висновків.